# 니콜라 아마티
니콜라 아마티, 니콜로 아마티 또는 니콜라오 아마티(1596년 9월 3일 – 1684년 4월 12일)는 이탈리아 크레모나 출신의 마스터 루시어였다. 아마티는 카사 아마티(아마티가)에서 가장 잘 알려진 루시어 중 한 명이다. 그는 안드레아 과르네리와 조반니 바티스타 로제리와 같은 저명한 크레모나 학교 루시어의 교사였다. 그들의 작업실에서 견습생이었다는 명확한 문서는 없지만, 아마티는 안토니오 스트라디바리, 프란체스코 루기에리 및 야코프 슈타이너의 견습생이기도 하다. 그들의 작업은 아마티의 영향을 많이 받기 때문이다.

## 생애

### 초기
니콜라 아마티는 지롤라모 아마티(히에로니무스 1세, 1561년 ~ 1630년경)의 두 번째 아내의 다섯 번째 아들이자 안드레아 아마티의 손자였다. 그는 지롤라모의 12자녀 중 하나였다. 라자리니 로라 데 메디치라고도 알려진 아마티의 어머니 로라 데 라자리니는 조반니 프란체스코 과조니의 딸이었다. 그들은 피렌체 메디치가와 먼 친척이었다.

### 도제
니콜라는 아마도 그의 아버지와 삼촌과 함께 견습생이었을 것이다. 1620년대까지 니콜라는 아마티 작업장에서 지배적인 루시어였다.

### 1629~31년 이탈리아 역병
1629~31년 이탈리아 흑사병은 크레모나를 포함한 북부 및 중부 이탈리아에 영향을 미쳤다. 1630년에 역병으로 아마티의 아버지와 어머니, 그리고 그의 두 자매가 죽었다. 부모님이 돌아가신 후, 그는 결혼할 때까지 여동생과 함께 살았다.

### 결혼과 가족
아마티는 1645년 5월 23일 루크레자 파글리아리(1703년 11월 26일경)와 결혼했다. 그의 제자 안드레아 과르네리가 결혼식에 참석하여 등록에 서명했다. 니콜로와 루크레자에게는 4명의 아들과 4명의 딸이 있었다. 그들의 아들 지롤라모 아마티(히에로니무스 2세, 1649년경; 1740년경)(지롤라모 2세로 알려짐)는 가족의 마지막 루터였다.

### 사망
아마티는 1684년 4월 12일 이탈리아 크레모나에서 87세의 나이로 사망했다.

## 경력

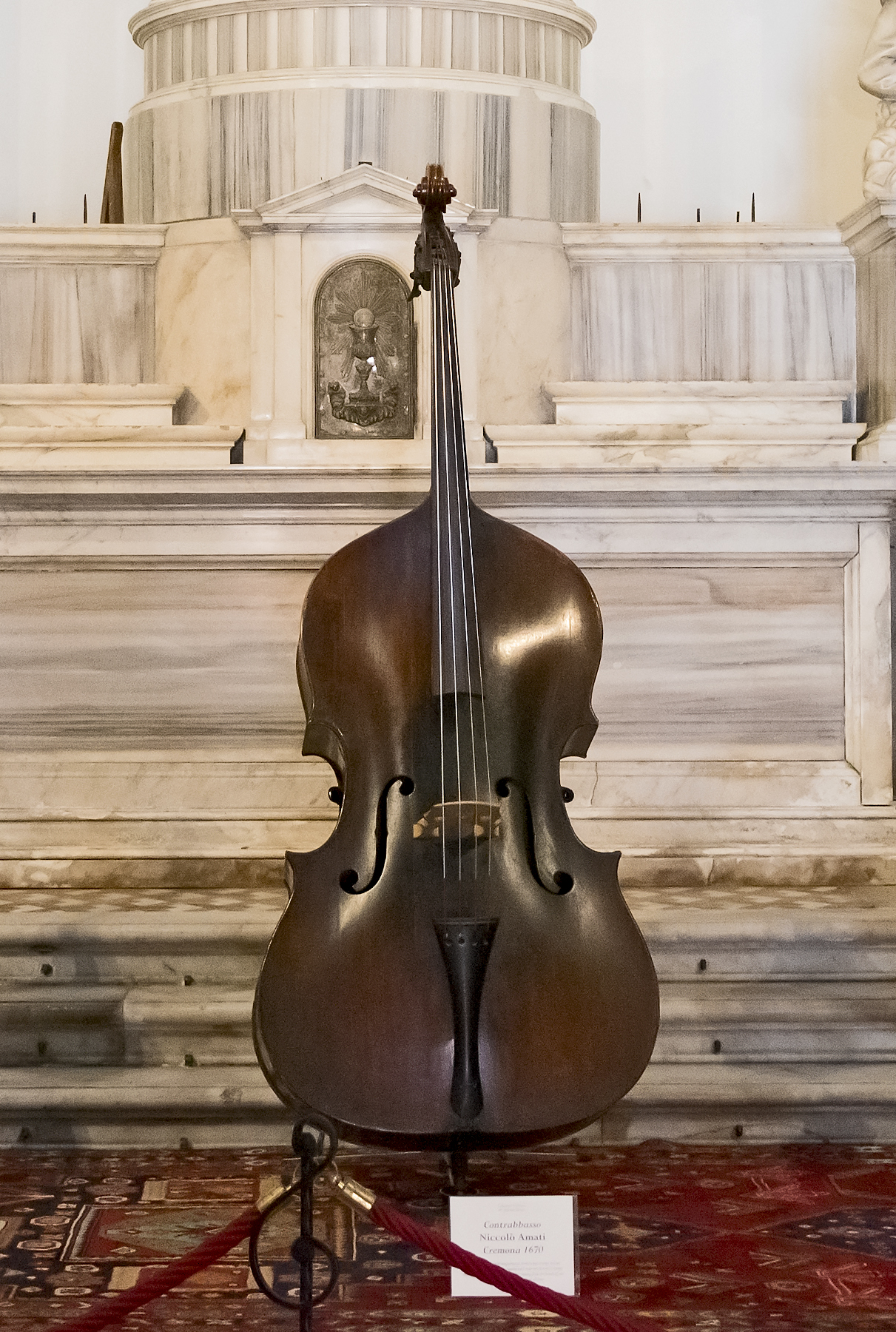
1670 나콜라 아마티의 더블 베이스

### 아마티 스타일
아마티가의 모든 바이올린 중에서 니콜라의 바이올린은 종종 현대 연주에 가장 적합한 것으로 간주된다. 젊었을 때 그의 악기는 아버지의 개념을 밀접하게 따랐으며, 상대적으로 작은 모형과 악기 앞과 뒤의 중앙에 있는 능선까지 거의 올라가는 높은 아치가 있다.
안드레아스(Andreas), 안토니우스(Antonius), 히에로니무스(Hieronymus), 니콜라우스(Nicolaus)라는 이름의 라틴어 형식은 일반적으로 바이올린 레이블에 사용되었으며, 성은 때때로 아마투스(Amatus)로 라틴화되었다.

### 니콜라 아마티 스타일
1630년부터 그는 점차 독창성의 조짐을 보이기 시작했으며, 1640년에는 이것이 현재 “그랜드 아마티 패턴”으로 알려진 것으로 표현되었다. 이 그랜드 패턴은 약간 더 컸다(뒷면의 길이는 최대 35.6cm(약 14인치), 가장 현저하게는 최대 20.9cm(약 81⁄4인치)로 더 큰 소리를 낼 수 있었다. 잘 구부러진, 모서리가 길고 강하고 깨끗한 보라색(장식 테두리로 장식됨)이 있는 이 악기는 아마도 바이올린 제작의 우아함의 높이를 나타내며, 수학적으로 파생된 윤곽선과 투명한 호박색 광택이 특징이다. 그랜드 아마티 스타일 빈센초 루기에리와 같은 다른 크레모나 제작자 그리고 안토니오 스트라디바리의 초기 바이올린에 영감을 주었다.

### 탁월한 도제
1629~1631년 이탈리아 페스트 이후에 훌륭한 루티에의 유일한 생존자로서 악기에 대한 수요가 1640년대에 증가하기 시작하여 아마티에 문제를 일으켰다. 그는 가족 외부의 견습생을 작업장으로 데려온 최초의 사람 중 한 사람이었다. 결국 과르네리 바이올린 제작자 가문을 설립한 안드레아 과르네리는 아마티의 제자였다.
프란체스코 루기에리는 니콜라 아마티의 제자였을지 모르지만, 안토니오 스트라디바리와 마찬가지로 인구 조사 기록에도 아마티 가구의 인구 조사에서 그의 이름이 언급되지 않았다. 루기에리 이름을 보여주는 인구 조사 기록이 없는 것은 프란체스코가 실내 견습생이 아니라 견습 기간 동안 자신의 집에서 살고 하숙하는 가능성으로 설명될 수 있다. 프란체스코는 때때로 자신이 니콜라 아마티의 제자라는 라벨을 악기에 삽입했다. 예를 들어 “프란체스쿠스 루기에리우스 알룸누스 니콜라이 아마티 페치트 크레모나 1663”이라는 이름의 바이올린이 있다. 니콜로 아마티는 프란체스코의 아들 자친토의 대부였으며, 두 가족은 최소한 가까운 관계를 공유했으며, 긴밀한 협력이 가능했을 것으로 보인다.
증거는 거의 없지만, 안토니오 스트라디바리는 니콜라의 제자였을 것이다. 예를 들어, 1681년에 남아 있는 스트라디바리우스 하프에 대한 공명판의 연대순은 그것이 1679년에 만들어진 아마티 첼로와 같은 나무줄기로 만들어졌다는 것을 보여준다. 유일한 문서 증거는 1666년에 만들어진 하나의 안토니오 스트라디바리 레이블이다. “알룸누스 니콜라이스 아마티” - 니콜로 아마티의 학생. 그가 니콜라 아마티의 실제 견습생인지, 아니면 단순히 자신을 학생이자 그의 작품의 팬으로 여겼는지 여부는 항상 논란의 여지가 있다. 그들의 작업에는 중요한 불일치가 있다. 일부 연구자들은 스트라디바리의 초기 악기가 아마티의 것보다 프란체스코 루기에리의 작업과 더 유사하다고 믿었다. 또한 니콜로 아마티뿐만 아니라 안토니오 스트라디바리를 제외하고 그의 확인된 모든 제자가 항상 사용하는 작은 등쪽 핀 또는 작은 구멍의 활용은 스트라디바리가 아마티와는 별도로 그의 기술을 배웠을 수 있다는 추가 증거를 추가한다. 이 핀이나 구멍은 판의 두께를 측정하는 데 기본이 되었으며, 분명히 아마티의 제자 세대를 통해 전승된 기술이었다. 이 등지느러미 핀은 루게리 가문의 어떤 악기에서도 발견되지 않으며, 이는 안토니오 스트라디바리가 실제로 프란체스코 루게리에게서 그의 기술을 배웠을 수 있음을 시사하지만 둘 다 아마티의 영향을 받았다. WE Hill & Sons는 안드레아 과르네리와 프란체스코 루기에리의 명백한 후손이 분명하지만, 니콜로 아마티의 작품에서 스트라디바리의 손을 찾지 못했다는 것을 인정한다.
아마티의 다른 문서화된 제자로는 조반니 바티스타 로제리, 마티아스 클로츠, 야코프 라일리히, 바르톨로메오 파스타, 바르톨로메오 크리스토포리, 자코모 제나로, 자코모 ‘테데스크’(‘독일인’을 의미하며, 아마도 별명), 자코모 라일리히, 조반니 세거가 있다. 그리고 아마티의 아들 히에로니무스 2세(종종 영어로 지롤라모라고 함).

### 루시어 은퇴
니콜라는 1670년 말까지 바이올린 제작에 적극적으로 참여하지 않았다. 그의 아들 히에로니무스 2세의 수공예품이 아마티 악기에서 점점 더 많이 보인다. 아마티는 1684년 4월 12일 87세의 나이로 사망했다.